# Italochrysa ampla
Italochrysa ampla is een insect uit de familie van de gaasvliegen (Chrysopidae), die tot de orde netvleugeligen (Neuroptera) behoort. 
Italochrysa ampla is voor het eerst wetenschappelijk beschreven door Hölzel & Ohm in 2003.